# 타카나시 켄고
타카나시 켄고(일본어: 高梨謙吾 다카나시 겐고[*], 1986년 6월 12일 ~ )는 일본의 남자 성우이다. 아트비전 소속.
도쿄도 출신.

## 작품
젤다의 전설 브레스 오브 더 와일드